# Kusu-gun

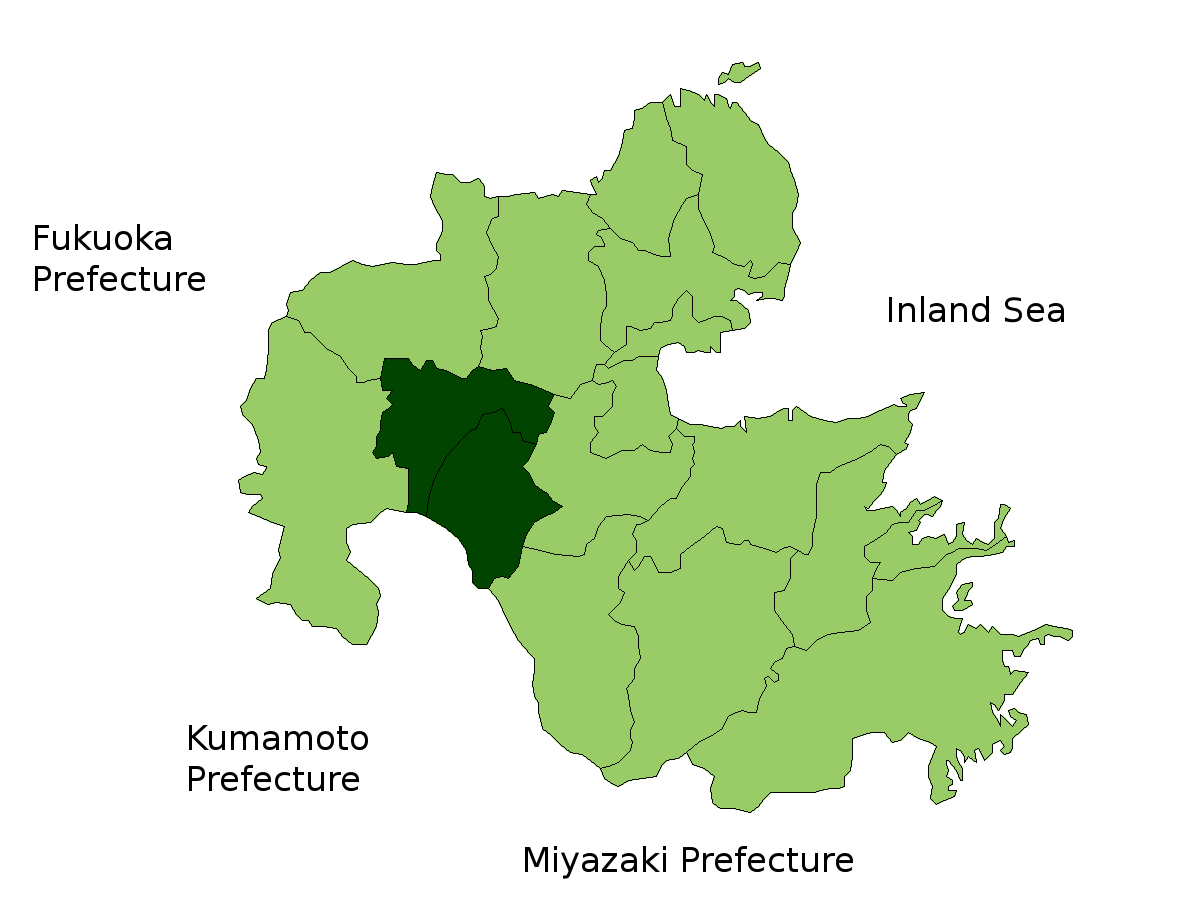

Kusu (jap. 玖珠郡, -gun) ist einer der heute drei Landkreise in der Präfektur Ōita auf Kyūshū, der Südinsel Japans. Der Landkreis hat 29.807 Einwohner auf einer Fläche von 53,43 km². Die Bevölkerungsdichte beträgt 557.85 Einwohner/km².

## Städte
- Kokonoe
- Kusu